# I'm Waiting 4 You
『I'm Waiting 4 You』（アイム・ウァイティング・フォウ・ユウ）は男闘呼組の4枚目のアルバム。

## 内容
10か月ぶりのオリジナル・アルバム。
アルバムタイトルは本来なら「アイム・ウェイティング・フォー・ユー」だが、正式な読みはジャケットに書かれている上記の「アイム・ウァイティング・フォウ・ユウ」である。
本格的に自作曲重視に移行したアルバムで、全曲の作詞・作曲をメンバーが手がけている（共作含）。
高橋一也が半数の作詞・作曲を担当した。従来作品より男女間の歌（ラブソング）が多く収録されている。

## チャート成績
オリコンチャート3位を獲得した。

## 収録曲
| #   | タイトル                         | 作詞          | 作曲             | 編曲               |
| --- | -------------------------------- | ------------- | ---------------- | ------------------ |
| 1.  | 「JODY」                         | 高橋和也      | 高橋和也         | 男闘呼組 & ATSUSHI |
| 2.  | 「OKEY, DOKEY DANGEROUS BOYS」   | 高橋和也      | 高橋和也         | 男闘呼組 & ATSUSHI |
| 3.  | 「LOVE BLUE」(成田昭次ソロ)      | SHOJI & ODAKE | SHOJI            | 男闘呼組 & ATSUSHI |
| 4.  | 「SO BEAUTIFUL」                 | 高橋和也      | 高橋和也         | 男闘呼組 & ATSUSHI |
| 5.  | 「PARTY」                        | 高橋和也      | 高橋和也 & SHOJI | 男闘呼組 & ATSUSHI |
| 6.  | 「ANGEL」                        | 高橋和也      | 高橋和也 & SHOJI | 男闘呼組 & ATSUSHI |
| 7.  | 「ROSALINA」                     | 高橋和也      | 高橋和也         | 男闘呼組 & ATSUSHI |
| 8.  | 「REMEMBER」                     | 前田耕陽      | 前田耕陽         | 男闘呼組 & ATSUSHI |
| 9.  | 「TEARS」                        | SHOJI & ODAKE | SHOJI            | 男闘呼組 & ATSUSHI |
| 10. | 「LEAVE ME ALONE」               | SHOJI & ODAKE | SHOJI            | 男闘呼組 & ATSUSHI |
| 11. | 「無気力の精神力」(岡本健一ソロ) | 岡本健一      | 岡本健一         | 男闘呼組 & ATSUSHI |
| 12. | 「SO LONG」                      | SHOJI & ODAKE | SHOJI            | 男闘呼組 & ATSUSHI |

### 楽曲解説
1. JODY
2. OKEY, DOKEY DANGEROUS BOYS
3. LOVE BLUE
  - 成田昭次ソロ
4. SO BEAUTIFUL
5. PARTY
6. ANGEL
7. ROSALINA
8. REMEMBER
  - 前田の自作曲であるが、前田は歌唱はしていない。
  - ライブビデオ『男闘呼組 LIVE IN YOKOHAMA 1991 vol.1』では前田のソロで披露・収録されている。
9. TEARS
10. LEAVE ME ALONE
11. 無気力の精神力
  - 岡本健一ソロ
12. SO LONG

## 参加ミュージシャン
- 前田耕陽 - ボーカル、キーボード
- 成田昭次 - ボーカル、ギター
- 高橋一也 - ボーカル、ベース
- 岡本健一 - ボーカル、ギター
  - 江口信夫 - ドラム
  - 田中厚 - キーボード